# Consulat général du Portugal à Marseille
Le consulat général du Portugal à Marseille est une représentation consulaire de la République portugaise en France. Il est situé avenue du Prado, à Marseille, en Provence-Alpes-Côte d'Azur.